# Аласио
Аласио (итал. Alassio) је насеље у Италији у округу Савона, региону Лигурија.
Према процени из 2011. у насељу је живело 10623 становника. Насеље се налази на надморској висини од 12 м.

## Становништво
Према резултатима пописа становништва 2011. у општини је живело 11.026 становника.
| 1931. | 1936. | 1951. | 1961.  | 1971.  | 1981.  | 1991.  | 2001.  | 2011.  |
| ----- | ----- | ----- | ------ | ------ | ------ | ------ | ------ | ------ |
| 7.430 | 8.090 | 9.031 | 11.645 | 13.717 | 12.983 | 11.574 | 10.449 | 11.026 |

## Партнерски градови
- Ла Туј
- Сан Франциско